# المماليك (مسلسل)
المماليك هو مسلسل دراما مصري من إخراج حازم فودة وبطولة رانيا يوسف، بيومي فؤاد، نانسي صلاح، فرح، محمد لطفي ورامي وحيد، صدر المسلسل في 1 يناير على شبكة تليفزيون النهار.

## نبذة
مسلسل درامي يبرز الصراع بين الخير والشر، والدوافع التي تقود الأشخاص للانتقام، من خلال رجل الأعمال سالم، ودخوله في أعمال مشبوهة، وتعرضه لحادث مروع هو وأسرته، أثناء تواجد الفتاة الفقيرة هند بالمصادفة مكان الحادث، فيتحول مسار حياة هند بعد ذلك.

## طاقم العمل
- رانيا يوسف بدور هند العباسي / أميرة جمال الدين
- بيومي فؤاد بدور سالم الصالحي / جمال النادري
- نانسي صلاح بدور ليلى
- فرح بدور شاهي / شهيرة العطار
- محمد لطفي بدور الريس بدر
- رامي وحيد بدور علي فهمي
- محمد سليمان بدور الصحفي عيسى المعداوي
- حنان سليمان بدور والدة هند
- دوللي شاهين بدور ناني / شروق العطار
- محمود عامر بدور براهيم العطار / هيمه
- كريم الأبنودي بدور حمزة
- رامي غيط بدور علاء